# Panzerballett
A Panzerballett német együttes. Stílusuk több műfajba is sorolható: progresszív metal, fúziós jazz, death metal és funk, de leginkább a jazz metal elnevezéssel illetik zenéjüket. 2004-ben alakultak Münchenben. Jellemző rájuk a humor is, illetve a népszerű dalok feldolgozása. Alapító tagjuk, Jan Zehrfeld szerint azért alakultak meg, "mert úgy érezte, hogy folyton mérges valamire, és zenére van szüksége ahhot, hogy átadja az agresszióját".  2009-es albumuk a huszonötödik helyet szerezte meg a jazz slágerlistákon, és a Drums and Percussion magazin 2010. januári számában is megjelent, mint a "hónap albuma". A zenekar ezután több helyen is fellépett Németországban, többek között az Arte Lounge című műsorban és az on3 rádióban is. A Die Zeit magazin is pozitívan nyilatkozott róluk.

## Tagok
- Jan Zehrfeld - gitár
- Heiko Jung - basszusgitár
- Sebastian Lanser - dob
- Joe Doblhofer - ritmusgitár
- Alexander von Hagke - szaxofon

## Diszkográfia
- 2005 - Panzerballett
- 2007 - Live at Backstage Munich 2006 (DVD)
- 2008 - Starke Stücke
- 2009 - Hart Genossen - Von ABBA bis Zappa
- 2012 - Tank Goodness
- 2013 - Live at Theatron Munich 2013 (DVD)
- 2015 - Breaking Brain
- 2017 - X-Mas Death Jazz
- 2020 - Planet Z